# Rezolucija Vijeća sigurnosti UN-a 869
Rezolucijom Vijeća sigurnosti UN-a 869, jednoglasno usvojenom 30. rujna 1993., nakon ponovnog potvrđivanja Rezolucije 743 (1992.) i kasnijih rezolucija koje se odnose na Zaštitne snage Ujedinjenih naroda (UNPROFOR), Vijeće je produžilo svoj mandat za daljnjih 24 sata do 1. listopada 1993.
Vijeće je ponovilo svoju odlučnost da osigura sigurnost UNPROFOR-a i njegovu slobodu kretanja za sve njegove misije u Bosni i Hercegovini i Hrvatskoj.

## Vanjske poveznice
| Wikizvor | Engleski Wikizvor ima izvorni tekst na temu: United Nations Security Council Resolution 869 |

- Text of the Resolution at undocs.org